# Dudo
Dudo af Saint-Quentin var præst ved Richard 1.s hof i Normandiet. På Richards opfordring skrev han i 1015 Gesta Normannorum om normannernes gerninger. Værket overlevede i sin originale form. I det beskrives vikingehøvdingen Rollo. Dudos værk har som mange andre tidlige beretninger været stærkt omdiskuteret, specielt vedrørende henvisningerne til dacia, dania og daniæ – Danmark?